# Aeroport de Prince Rupert
L'aeroport de Prince Rupert és un aeroport situat a l'illa de Digby, a la província canadenca de la Colúmbia Britànica. Un servei de ferri connecta l'illa amb el centre de la ciutat de Prince Rupert.
La terminal, que allotja oficines, rep vols comercials i opera una escola de pilotatge, es va construir el 1961 en un solar de 686,78 ha al nord-oest de l'illa. El 1970 es va construir un segon edifici, al sud de la terminal, que serveix per al manteniment de les aeronaus.
L'aeroport té una sola pista de 1.828 metres de llarg i 60 d'ample, que permet que hi volin aeronaus com el Boeing 737. A més, disposa d'un heliport.